# Gastón Dalmau
Gastón Dalmau (Coronel Suárez, 23 novembre 1983) è un attore e cantante argentino naturalizzato statunitense.

## Biografia
Gastón Dalmau nasce il 23 novembre 1983 a Coronel Suárez, Argentina. A 18 anni si trasferisce a Buenos Aires per studiare marketing, ma lascia gli studi per seguire la sua passione per la recitazione. Il 25 settembre 2019 ottiene la cittadinanza statunitense.

### Carriera
Dal 2007 al 2010 interpreta uno dei protagonisti principali nella telenovela Teen Angels, nel ruolo di Ramiro "Rama" Ordóñez, formando anche il gruppo musicale TeenAngels, formato da Gastón, Lali Espósito, Peter Lanzani, Nicolás Riera e China Suárez. Nel 2011, nonostante la fine della serie e l'abbandono da parte di China Suárez, il gruppo dichiarò che avrebbe continuato a fare musica con Rocío Igarzábal. Nel 2012, la band si scioglie, concludendo l'avventura con un ultimo concerto a Córdoba l'8 ottobre, e con il film concerto Teen Angels: el adiós 3D, uscito il 30 maggio 2013.
Nel 2012 si trasferisce a New York dove nel 2013 con Mundo Yups fa un documentario sulle attrazioni di New York, dal 2016 si è trasferito a Los Angeles. Negli Stati Uniti d'America ha lavorato come produttore nei film What Life Means, Miles, Tartarughe Ninja - Fuori dall'ombra, Captain America: Civil War e Doctor Strange.

## Filmografia

### Cinema
- Teen Angels: el adiós 3D, regia di Juan Manuel Jiménez (2013)
- Lost Cat Corona, regia di Anthony Tarastino (2016)
- Fair Market Value, regia di Kevin Arbouet (2016)
- Capitan Marvel, regia di Anna Boden e Ryan Fleck (2019)

### Produzioni
| Anno | Titolo                             | Direzione               | Ruolo                           |
| ---- | ---------------------------------- | ----------------------- | ------------------------------- |
| 2016 | Miles                              | Nathan Adolff           | Produttore esecutivo            |
| 2016 | Tartarughe Ninja: Fuori dall’ombra | Dave Green              | Effetti speciali                |
| 2016 | Captain America: Civil War         | Fratelli Russo          | Effetti speciali                |
| 2016 | Doctor Strange                     | Scott Derrickson        | Composizione digitale           |
| 2019 | Captain Marvel                     | Anna Boden y Ryan Fleck | Compositore di effetti speciali |

### Televisione
- La niñera – serial TV (2004)
- Frecuencia 04 – serial TV (2004)
- Amor mío – serie TV (2005)
- 1/2 falta – serial TV (2005)
- Conflictos en red – serie TV (2005)
- Flor - Speciale come te (Floricienta) – serial TV (2005)
- Casados con Hijos – serial TV (2005)
- Alma pirata – serial TV (2006)
- Sos mi vida – serial TV (2006)
- Teen Angels (Casi Ángeles) – serial TV (2007-2010)
- Dulce amor – serial TV (2012)
- Mundo Yups (2013)

## Tournée
- 2008/10 – Tour Teen Angels y Casi Ángeles[14]
- 2011 – Teen Angels Tour[15]
- 2012 – Tour el Adiós[16]

## Doppiatori italiani
Nelle versioni in italiano delle opere in cui ha recitato, Gastón Dalmau è stato doppiato da:
- Simone Crisari in Teen Angels[17]